# European Beer Star

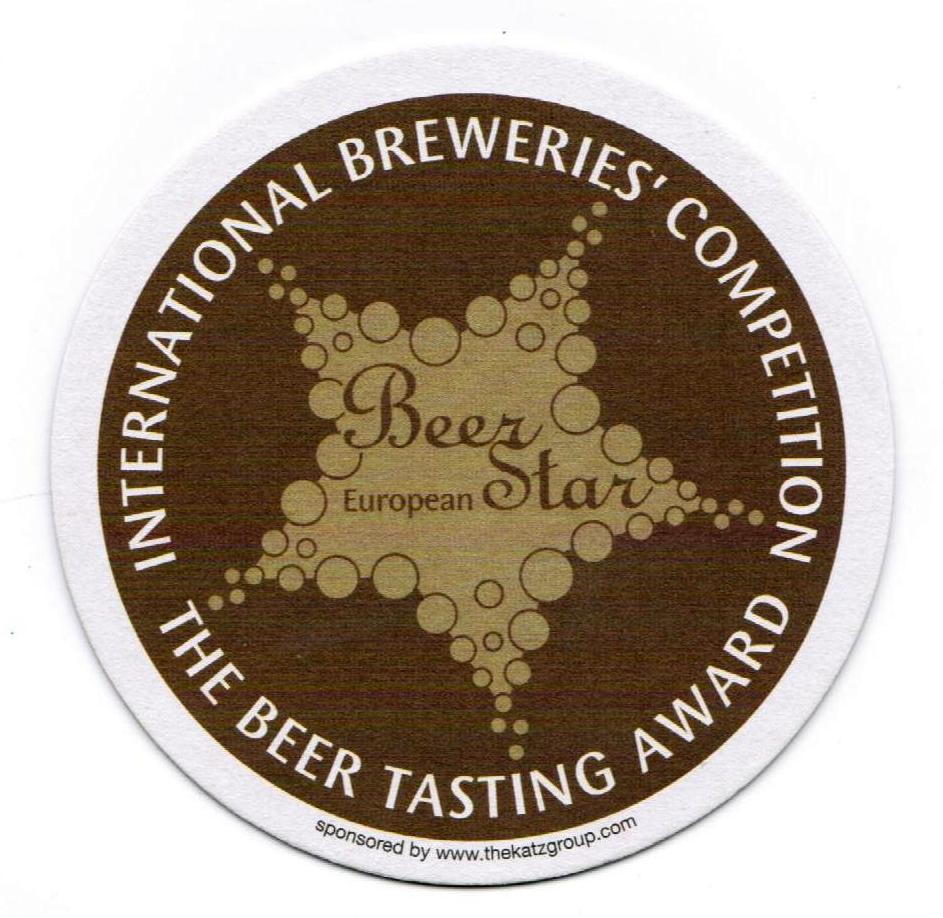
Podkładka pod piwo European Beer Star

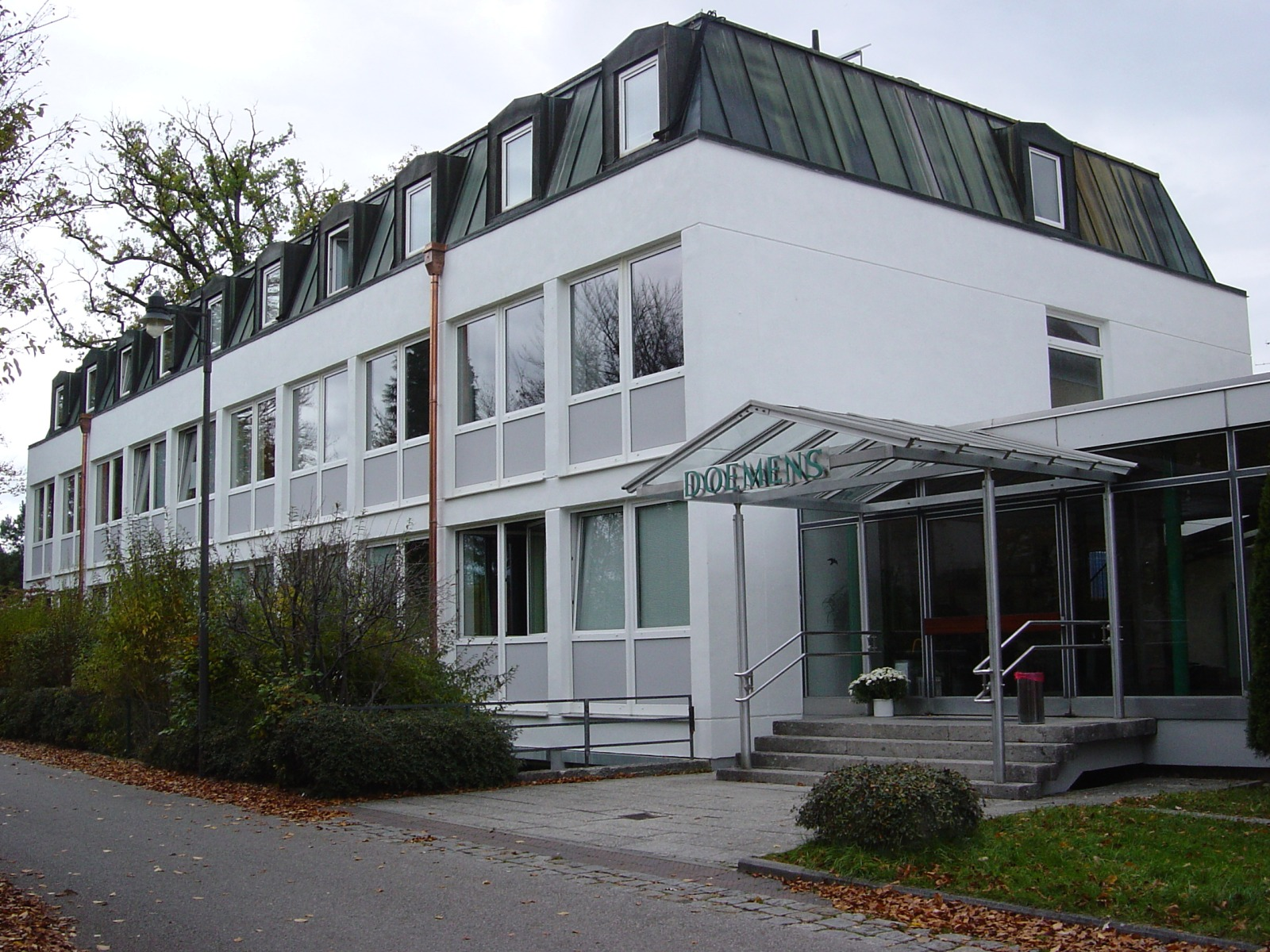
Miejsce konkursu

European Beer Star (EBS) – konkurs piw organizowany przez Verband Private Brauereien Deutschland (Związek Prywatnych Browarów w Niemczech), Verband Private Brauereien Bayern (Związek Prywatnych Browarów w Bawarii) oraz Association of Small and Independent Breweries in Europe (S.I.B.). Konkurs odbywa się w Technikum Piwowarskim Doemensschule w Gräfelfing pod Monachium. Piwa do konkursu mogą zgłaszać wszelkie browary z całego świata: restauracyjne, rzemieślnicze, przemysłowe lub całe grupy piwowarskie. Pierwszy konkurs odbył się w 2004 r. Najlepsze piwa nagradzane są medalami złotym, srebrnym i brązowym.

## Zasady degustacji
Oceny piw dokonuje kilkudziesięcioosobowe jury złożone z ekspertów z całego świata, przy czym żaden degustator nie może oceniać piw z własnego kraju. Sędziowie podzieleni są na grupy (po ok. 8 osób), natomiast piwa na kilkadziesiąt precyzyjnie określonych kategorii. Jeżeli do danej kategorii zgłoszono pomiędzy 13 a 20 piw dokonuje się wstępnej klasyfikacji, redukując ich liczbę do 5-7 piw. W przypadku obecności w danej kategorii ponad 20 piw wstępna selekcja ma na celu wyłonienie 8-12 piw. Jeżeli w danej kategorii odbywają się eliminacje to degustację finałową przeprowadza inna grupa sędziów.
Piwa oceniane są pod kątem ich pienistości, barwy, klarowności (z wyjątkiem piw niefiltrowanych), zapachu, goryczki, czystości smaku, nasycenia, posmaku i wrażenia ogólnego. Barwę ocenia się w skali 1-3 punktów, wrażenie ogólne w skali 1-10, natomiast pozostałe parametry w skali 1-5 punktów. Pienistość, barwę i klarowność oceniają wszyscy degustatorzy wspólnie, pozostałe parametry oceniane są indywidualnie.

## Medale polskich piw
Dane na podstawie listy zwycięzców publikowanych przez EBS.
| Rok  | Piwo                                  | Browar                             | Miejsce    | Kategoria                                    |
| ---- | ------------------------------------- | ---------------------------------- | ---------- | -------------------------------------------- |
| 2004 | Mocne Dobre                           | Browar Śląski                      | 2. miejsce | ciemny koźlak                                |
| 2004 | Wiśnia w piwie                        | Browar Kormoran                    | 2. miejsce | piwa owocowe                                 |
| 2004 | Banana Beer                           | Browar Jagiełło                    | 3. miejsce | piwa owocowe                                 |
| 2005 | Heban                                 | Browary Warmińsko-Mazurskie Jurand | 1. miejsce | piwa czarne czeskie                          |
| 2008 | Harnaś                                | Carlsberg Polska                   | 2. miejsce | piwa dolnej ferm. z surowcami alternatywnymi |
| 2009 | Okocim Premium Pils                   | Carlsberg Polska                   | 3. miejsce | piwo dolnej ferm. z surowcami alternatywnymi |
| 2012 | Porter Warmiński                      | Browar Kormoran                    | 1. miejsce | porter bałtycki                              |
| 2012 | Orkiszowe z miodem                    | Browar Kormoran                    | 3. miejsce | piwo miodowe                                 |
| 2013 | Komes Porter Bałtycki                 | Browar Fortuna                     | 1. miejsce | porter bałtycki                              |
| 2015 | Okocim Porter                         | Carlsberg Polska                   | 1. miejsce | porter bałtycki                              |
| 2015 | Porter Warmiński                      | Browar Kormoran                    | 3. miejsce | porter bałtycki                              |
| 2016 | Kasztelan Niepasteryzowane Pszeniczne | Carlsberg Polska                   | 3. miejsce | kristallweizen                               |
| 2017 | Okocim Mistrzowski Porter             | Carlsberg Polska                   | 3. miejsce | porter bałtycki                              |
| 2017 | Milkołak                              | Recraft                            | 3. miejsce | milk/sweet stout                             |
| 2018 | Komes Barley Wine                     | Browar Fortuna                     | 2. miejsce | piwo supermocne                              |
| 2018 | Okocim Mistrzowski Porter             | Carlsberg Polska                   | 3. miejsce | porter bałtycki                              |
| 2018 | Po Godzinach                          | Browar Amber                       | 3. miejsce | imperial stout                               |
| 2018 | Gwiazda Północy                       | Browar Maryensztadt                | 3. miejsce | piwo wędzone mocne                           |
| 2019 | Okocim Mistrzowski Porter             | Carlsberg Polska                   | 1. miejsce | porter bałtycki                              |
| 2020 | Fortunatus III: Flanders Red Ale BA   | Browar Fortuna                     | 1. miejsce | piwo kwaśne starzone drewnem/beczką          |
| 2020 | Trybunał Porter Bałtycki              | Browar Sulimar                     | 1. miejsce | porter bałtycki                              |
| 2020 | Okocim Mistrzowski Porter             | Carlsberg Polska                   | 3. miejsce | porter bałtycki                              |